# 段落
段落（英語: paragraph）簡稱段，是文章中最基本的单位。
从内容上说，它具有一个相对完整的意思。在文章中，段與段通常會隔一行。
段是由句子或句群组成的，在文章中用于体现作者的思路发展或全篇文章的层次。有的段落只有一个句子，称为独句段，独句段一般是文章的开头段、结尾段、过渡段强调段等特殊的段落。多数段落包括不止一个句子或句群，叫多句段。
在文章中相对而言又有逻辑段和自然段之分。自然段是指文章中進行换行，可能因篇幅有限不能完整表达一个文章思想內容的语言单位叫自然段。我們所見的文章的段落都是自然段，如本條目由五個自然段構成。逻辑段是由一个或一個以上的意思相关，邏輯相連的自然段组成，構成一個完整的文章思想內容。
中文每段開首要留空（首行縮排）兩個字；日文每段開頭留出一個字；英文寫作時據MLA格式手冊推薦留出1/2英寸或5個字母。